# André-Léonce-Joseph Eloy
André-Léonce-Joseph Eloy MEP (* 11. Juli 1864 in Diéval, Département Pas-de-Calais; † 30. Juli 1947) war ein französischer römisch-katholischer Ordensgeistlicher und Apostolischer Vikar von Vinh.

## Leben
André-Léonce-Joseph Eloy trat der Ordensgemeinschaft der Pariser Mission bei und empfing am 15. Juli 1888 das Sakrament der Priesterweihe.
Am 11. Dezember 1912 ernannte ihn Papst Pius X. zum Titularbischof von Magydus und zum Apostolischen Vikar von Süd-Tonking (später: Vinh). Der Apostolische Vikar von West-Tonking, Pierre-Jean-Marie Gendreau MEP, spendete ihm am 13. April 1913 die Bischofsweihe; Mitkonsekratoren waren der Apostolische Vikar von Küsten-Tonking, Jean-Pierre-Alexandre Marcou MEP, und der Apostolische Vikar von Ober-Tonking, Paul-Marie Ramond MEP.